# Brežice (municipio)
Brežice es un municipio de Eslovenia, situado en el sureste del país. Su capital es Brežice.
En 2018 tiene 24 086 habitantes.
El municipio comprende las localidades de Arnovo selo, Artiče, Bizeljska vas, Bizeljsko, Blatno, Bojsno, Boršt, Bračna vas, Brezje pri Bojsnem, Brezje pri Veliki Dolini, Brezovica na Bizeljskem, Brežice, Brvi, Bukošek, Bukovje, Bušeča vas, Cerina, Cerklje ob Krki, Cirnik, Cundrovec, Curnovec, Čatež ob Savi, Čedem, Črešnjice pri Cerkljah, Dečno selo, Dednja vas, Dobeno, Dobova, Dolenja Pirošica, Dolenja vas pri Artičah, Dolenje Skopice, Dramlja, Drenovec pri Bukovju, Dvorce, Gabrje pri Dobovi, Gaj, Gazice, Globočice, Globoko, Glogov Brod, Gorenja Pirošica, Gorenje Skopice, Gornji Lenart, Gregovce, Hrastje pri Cerkljah, Izvir, Jereslavec, Jesenice, Kamence, Kapele, Koritno, Kraška vas, Križe, Krška vas, Laze, Loče, Mala Dolina, Mali Cirnik, Mali Obrež, Mali Vrh, Mihalovec, Mostec, Mrzlava vas, Nova vas ob Sotli, Nova vas pri Mokricah, Obrežje, Oklukova Gora, Orešje na Bizeljskem, Pavlova vas, Pečice, Perišče, Piršenbreg, Pišece, Podgorje pri Pišecah, Podgračeno, Podvinje, Ponikve, Poštena vas, Prilipe, Račja vas, Rajec, Rakovec, Ribnica, Rigonce, Sela pri Dobovi, Silovec, Slogonsko, Slovenska vas, Sobenja vas, Spodnja Pohanca, Sromlje, Stankovo, Stara vas - Bizeljsko, Stojanski Vrh, Trebež, Velika Dolina, Velike Malence, Veliki Obrež, Vinji Vrh, Vitna vas, Volčje, Vrhje, Vrhovska vas, Zasap, Zgornja Pohanca, Zgornji Obrež, Žejno, Župeča vas y Župelevec.